# Antonia Santa María
Antonia Santa María Monckeberg (Santiago, 22 de julio de 1982) es una actriz chilena de cine, teatro y televisión.

## Primeros años de vida
Hija de Juan Pedro Santa María Pérez, abogado, director jurídico del Banco Santander, y de Gloria Monckeberg Pardo. Es hermana de la periodista Constanza Santa María.Es tataranieta del expresidente de Chile Domingo Santa María.
Antonia estudió en el Colegio Apoquindo y, después de terminada la secundaria, teatro en la Universidad Católica. Se perfeccionó en la escuela de Alfredo Castro, donde realizó un seminario de actuación. También ha tomado cursos de canto y danza, pues ama todo lo artístico.

## Vida artística
Su primera teleserie fue Brujas, donde interpreta el papel de Sharon Sánchez. Luego vinieron fallida Descarado y Papi Ricky, ambas, al igual que la primera, en Canal 13. A partir de 2008 participa en las producciones de Televisión Nacional (TVN): El señor de La Querencia, Hijos del Monte, Conde Vrolok, La familia de al lado y La chúcara, donde por primera vez tuvo un rol protagónico.
En 2006, al año siguiente de estrenarse en Brujas, actúa por primera vez profesionalmente en teatro, en la obra Oedipus (o La múltiple dislexia), una versión de Edipo rey escrita y dirigida por Luna del Canto. Desde entonces aparece periódicamente en las tablas (El último cuplé, el cabaret de Sarita Montiel, Gladys).
Debutó en la pantalla grande como Antonia, en Las niñas (2007), galardonada ópera prima de Rodrigo Marín. Participó en Quiero entrar (2011) de Roberto Farías, y en la película Pérez (2012) —dirigida por su pareja, Álvaro Viguera y de la que ella también es productora—, interpretó a Roma. La cinta, con la Viguera ganó el premio al mejor director en el Santiago Festival Internacional de Cine 2012, está basada en la obra de teatro homónima (2009) de Elisa Zulueta (en la que actuó también Santa María).
Es la menor de cuatro hermanos: Pedro Santa María (pintor y músico), Constanza Santa María (periodista y cantante) y Rodrigo Santa María (arquitecto y músico).
En marzo de 2025, Santa María obtuvo el papel de Adela en la audioserie La casa de Bernarda Alba, de Federico García Lorca, coproducción entre ChileActores, GestionArte y Centro GAM, adaptada y dirigida por Claudia Di Girolamo Quesney.

## Cine
| Series y Unitarios | Series y Unitarios | Series y Unitarios | Series y Unitarios |
| Año                | Título             | Personaje          |                    |
| ------------------ | ------------------ | ------------------ | ------------------ |
| 2007               | Las niñas          | Antonia            |                    |
| 2008               | Edgar              | Consuelo           |                    |
| 2011               | Quiero entrar      |                    |                    |
| 2012               | Pérez              | Roma Pérez         |                    |
| 2013               | Gloria             | María              |                    |

## Televisión
| Año       | Título                   | Personaje                    | Notas                      |
| --------- | ------------------------ | ---------------------------- | -------------------------- |
| 2005      | Los simuladores          | Anastasia Soto               | Episodio: Carga académica  |
| 2005      | Brujas                   | Sharon Janet Sánchez         |                            |
| 2006      | Descarado                | Perla Cortés                 |                            |
| 2007      | Papi Ricky               | María Paz Spencer            |                            |
| 2007      | Dinastía Sa-Sá           | Sharon Janet Sánchez         |                            |
| 2008      | El señor de La Querencia | Violeta Moreno               |                            |
| 2008      | Hijos del Monte          | Consuelo Millán              |                            |
| 2009      | Mi bella genio           | Laura Paloma Andrómeda       | Episodio: La mujer moderna |
| 2009-2010 | Conde Vrolok             | Úrsula Donoso                |                            |
| 2010      | La familia de al lado    | Hilda González               |                            |
| 2011      | Su nombre es Joaquín     | Carolina Ortega              |                            |
| 2013      | Dos por uno              | Angélica María "Angie" Pavez |                            |
| 2014      | El amor lo manejo yo     | Noelia Fernández             |                            |
| 2014-2015 | La chúcara               | Laura Muñoz                  | Papel principal            |
| 2017-2018 | Dime quién fue           | Laura Castillo               | Papel principal            |

## Teatro
| Año     | Obra                       | Personaje      | Autor           | Director       | Teatro                                                                                  | Ref.        |
| ------- | -------------------------- | -------------- | --------------- | -------------- | --------------------------------------------------------------------------------------- | ----------- |
| 2009    | Pérez                      | Roma           | Elisa Zulueta   | Elisa Zulueta  | Teatro del Puente                                                                       |             |
| 2010-11 | El último cuplé            | Sarita Montiel |                 | Álvaro Viguera | Centro Cultural Amanda (2010) Teatro Municipal de Las Condes (2011)                     | [ 7 ] [ 8 ] |
| 2011-13 | Gladys                     | Uxue           | Elisa Zulueta   | Elisa Zulueta  | Teatro del Puente (2011) Teatro UC (2012) La Araucanía (Temuco, 2013) Centro GAM (2013) | [ 9 ]       |
| 2013    | Acción armada 42 26, 73 35 |                | Andrés Kalawski | Ramón López    | Teatro UC                                                                               | [ 10 ]      |
| 2017    | Tío Vania                  | Sonia          | Antón Chéjov    | Álvaro Viguera | CorpArtes                                                                               | [ 11 ]      |

## Discografía
Colaboraciones
- 2013: Ceniza (de Rodrigo Santa María)

## Videografía
- 2012: Mis cenizas - Rodrigo Santa María
- 2013: Suicidas - Rodrigo Santa María